# Cinara caliente
Cinara caliente är en insektsart som beskrevs av Hottes 1955. Cinara caliente ingår i släktet Cinara och familjen långrörsbladlöss. Inga underarter finns listade i Catalogue of Life.